# Monarch Cove
Monarch Cove ist eine US-amerikanische Seifenoper, die vom 4. November bis zum 15. Dezember 2006 in Doppelfolgen zur Hauptsendezeit auf dem Kabelsender Lifetime ausgestrahlt wurde. Sie basiert auf der deutschen Telenovela Bianca – Wege zum Glück. Für die amerikanische Version wurden die Grundgeschichte der Telenovela beibehalten, jedoch wurde die Handlung gerafft.

## Inhalt
Bianca Foster, die gerade aus dem Gefängnis entlassen wurde, kehrt nach Monarch Cove zurück, wo noch ihre Großmutter Grace, ihr Bruder Ben und ihre Adoptivschwester Kathy wohnen. Ihr Bruder kann ihr nicht verzeihen, dass sie eine Brandstifterin ist und ihren Vater umgebracht hat. Doch Bianca saß unschuldig hinter Gittern, was jedoch ihr niemand glaubt. Am ersten Tag trifft sie Jake Preston und verliebt sich in ihn. Doch Jake ist mit Elizabeth DeBrett zusammen und erwarten zusammen ein Kind. Jedoch erfährt er, dass Elizabeth ihn mit Steven betrogen hat und, dass das Kind von ihm ist. Jake verlässt Elizabeth und diese reist daraufhin ab.
Mit der Zeit kommt raus, dass Kathy ihren Adoptivvater ermordet hat. Sie wurde von Victor Shilling erpresst, der als Detektiv für Alexander Preston arbeitet. Da Alexander glaubt, dass seine Frau Arianna eine Affäre mit Rex Foster hatte, lässt er von Victor Kameras im Haus der Fosters installieren. Da die beiden keine Affäre miteinander hatten, stellte Alexander Victor zur Rede. Victor zog eine Waffe, die Kathy ihm abnahm und dabei versehentlich ihren Vater erschossen hat. Victor erpresste sie mit dem Filmmaterial und aus Angst vor dem Gefängnis, ließ sie ihre Schwester unschuldig verurteilen. Später beginnt sie mit Parker Elian das Geld aus dem Unternehmen des Prestons zu veruntreuen. Die beiden wollen fliehen, doch Kathy entscheidet sich gegen Parker, schießt ihn an und lässt ihn in Polizeigewahrsam nehmen. Sie flieht mit dem Geld aus Monarch Cove.
Am Ende kommen Bianca und Jake zusammen und heiraten. Die beiden bekommen eine Tochter, die sie Grace nennen, in Erinnerung an Biancas Großmutter, die während der Serie verstorben ist. Ben kommt mit Jakes Schwester Sophia zusammen und söhnt sich mit seiner Schwester aus.

## Besetzung

### Hauptbesetzung
| Schauspieler      | Rollenname        | Folgen |
| ----------------- | ----------------- | ------ |
| Virginia Williams | Bianca Foster     | 1–14   |
| Kieren Hutchison  | Jake Preston      | 1–14   |
| Samantha Shelton  | Kathy Foster      | 1–14   |
| Matt Funke        | Ben Foster        | 1–14   |
| Simon Rex         | Eddie Lucas       | 1–14   |
| Vanessa Lengies   | Sophia Preston    | 1–14   |
| Samantha Healy    | Elizabeth DeBrett | 1–14   |
| Shirley Jones     | Grace Foster      | 1–10   |
| Rachel Ward       | Arianna Preston   | 2–14   |
| Robert Coleby     | Alexander Preston | 2–14   |
| Stephen Martines  | Parker Elian      | 4–14   |

### Nebenbesetzung
| Schauspieler       | Rollenname          | Folgen     |
| ------------------ | ------------------- | ---------- |
| James Stewart      | Davey Monroe        | 1–12       |
| Dillon Stephensen  | Steve Clarke        | 1–8, 13    |
| Catherine Glavicic | Selma               | 2–14       |
| Craig Horner       | Caleb               | 1–6, 11–14 |
| Cleo Massey        | junge Bianca Foster | 1, 6–8     |
| Christopher Morris | Victor Shilling     | 1, 6–8     |